# Demokratiskt underskott
Med demokratiskt underskott, menas en brist på demokrati. Vanligen avses länder utan fria val men ibland också förhållanden i länder med parlamentarisk, formell, indirekt och representativ demokrati. Uttrycket kan också syfta på en allmän, vardaglig känsla av maktlöshet och brist på inflytande. Med skendemokrati menas ett odemokratiskt system med demokratisk ytbeläggning.